# Шазо де Нантиньи, Луи
Луи́ Шазо́ де Нантиньи́ (фр. Louis Chasot de Nantigny; 1692, Со-ле-Дюк, Бургундия — 23 или 29 декабря 1755, Париж) — французский писатель-генеалог.

## Биография
Ещё в молодости Луи Шазо переехал в Париж, работал домашним учителем; в это же время начал интересоваться генеалогией. Был одним из сотрудников Луи Морери. Считается одним из основателей современной генеалогической науки во Франции.
Результаты своих обширных и скрупулёзных исследований в области генеалогии он отразил в работе «Tablettes historiques, généalogiques et chronologiques» (Париж, 1748—1753, 6 томов в 12 выпусках). Эта работа была впоследствии переиздана (Париж, 1749—1757, 8 томов в 24 выпусках). Ещё одной важной его работой является «Généalogies historiques des anciens patriarches, rois, empereurs et de toutes les maisons souveraines» (Париж, 1736—1738, 4 тома в 4 выпусках с иллюстрациями). Эта работа, отличающаяся большой точностью, частично основана на работах Жане Юбнэ. Другие сочинения: «les Tablettes de Thémis», представляющее собой весьма обширное сочинение по хронологии смены армейских канцлеров, судей, сборщиков налогов, интендантов, адвокатов и прочих государственных служащих (Париж, 1755, 3 части в 2 томах и 12 выпусках); «Tablettes géographiques» (Париж, 1725); «Dictionnaire héraldique»; «Généalogie des vicomtes de Limagne».